# Featherston
La ville de Featherston (en langue Maori : Kaiwaewae) est une localité du district de South Wairarapa, dans la région de Wellington de l’Île du Nord de la Nouvelle-Zélande.

## Situation
Elle siège au niveau du pied de la partie est de la  chaîne de Rimutaka (en) tout près de la berge nord du lac Wairarapa, à 63 km au nord-est de la capitale Wellington et à 37  km au sud-ouest de la ville de Masterton.

## Population
La ville a une population de 2390 habitants lors du  recensement de 2006 en Nouvelle-Zélande.
Featherston est devenue progressivement une ville satellite de la capitale Wellington, surtout depuis l’ouverture du tunnel ferroviaire de Rimutaka (en) en 1955 sur le trajet de la ligne de chemin de fer de la ligne de Wairarapa (en).
Lors du recensement de 2006 en Nouvelle-Zélande, 36 % des employés résidant dans la localité de Featherston travaillaient dans la cité de Wellington donc dans l’aire couverte par le métro.

## Toponymie
Featherston était initialement appelée “Burlings”, d’après le premier colon installé dans ce secteur, nommé Henry Burling.

## Histoire
Le “ Featherston Military Training Camp” fut un camp d’entraînement majeur de l’armée durant la première guerre mondiale.
Au cours de la seconde guerre mondiale, il devint le camp de prisonniers de guerre de Featherston.
La ville fit la une des journaux en 1943, quand 122 Japonais prisonniers de guerre, enfermés dans le camp, furent fusillés (48 tués et 74 blessés), après que les gardes aient cru, qu’ils étaient l’objet d’une attaque de la part des prisonniers.

## Loisirs et sport
Featherston abrite le seul exemplaire au monde actuellement survivant du locomotive de type Fell situé dans le musée de la locomotive Fell (en).
Un chemin de randonnée « Featherston Walkways » de « Reserves Trust », réputé localement, conduit au sommet du mont “ One Tree Hill ” (à ne pas confondre avec le mont One Tree Hill situé dans Auckland).
Plus d’informations sur la réserve de la ville et sur les promenades sont disponibles sur.
Featherston a plusieurs clubs de sports comprenant un “rugby union football club”, un club de hockey, des clubs d’athlétisme, de natation, de football et un complexe de sports indoor, qui abrite des activités variées, telles que le badminton, la gymnastique et aussi le club de lutte.

## Éducation
Il y a deux écoles primaires dans Featherston; 'St. Teresa's School' et 'Featherston School.
- L'école de « Kahutara Primary »[5],
- et l’école de « South Featherston » [6] sont très proches.
- Featherston avait, auparavant une école secondaire nommée: « Featherston District High School », qui ferma au milieu des années 1960.

## Villes jumelles
Featherston est une ville jumelée avec la ville de Messines en Belgique

## Personnalités notables
- Robert Algie, un lutteur de Featherston, qui gagna une médaille d’argent dans la catégorie poids-lourds aux jeux de Jeux du Commonwealth à Edinburgh en 1986 (en), et une médaille d’or aux Océania Champs à Brisbane en 1981, et Auckland en 1986. Algie se classa douzième au Championnat du monde en France en 1987
- Henry Bunny (en) (1822 à 1891), MP représentant l’électorat de Wairarapa de 1865 à 1881.
- Professeur Max Abbott (en), élevé à Featherston, fut lauréat de la Médaille commémorative de Nouvelle-Zélande 1990, Pro-Vice Chancelier de Unitec :Université de Technologie d'Auckland (en), ancien Chairman de « Auckland's Waitamata DHB », et président de la World Federation for Mental Health (en).